# Palombaro
Palombaro község (comune) Olaszország Abruzzo régiójában, Chieti megyében.

## Fekvése
A megye nyugati részén fekszik. Határai: Casoli, Civitella Messer Raimondo, Fara San Martino, Guardiagrele és Pennapiedimonte.

## Története
Első írásos említése a 12- századból származik, a Catalogus baronumból. A következő századokban nemesi birtok volt. Önállóságát a 19. század elején nyerte el, amikor a Nápolyi Királyságban felszámolták a feudalizmust.

## Népessége
A népesség számának alakulása:

## Főbb látnivalói
- SS. Salvatore-templom
- Santa Maria Assunta-templom